# Мораване (племя)

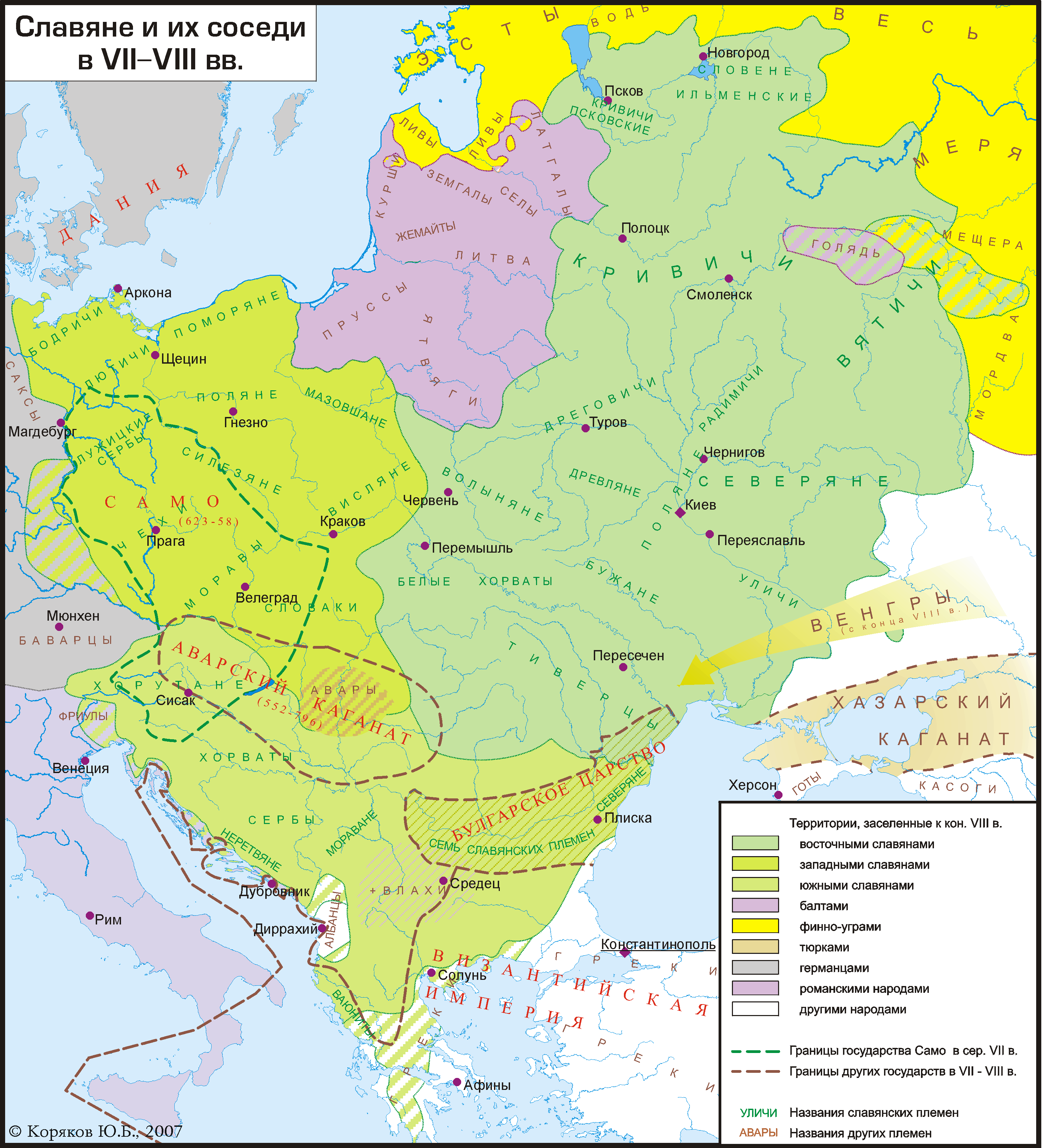
Мораване в VII—VIII веках

Мораване — средневековое южнославянское племя, которое жило на берегах реки Морава (находится на территории Сербии), от которой, предположительно, и получили своё название. Мораване, как и тимочане с течением времени растворились в народе сербов.